# Organisation territoriale du Maroc
Pour un article plus général, voir Maroc.
Préambule.
Le Maroc administrant la majorité du Sahara occidental (ex-« Sahara espagnol ») qu'il revendique dans son intégralité, tout comme le Front Polisario, cet article inclut des données concernant ce territoire disputé.
L'organisation territoriale du Maroc est le découpage du territoire marocain en subdivisions administratives.  
Elle repose sur deux éléments. 
Premièrement, des collectivités territoriales qui sont administrées par des conseils élus par la population. Deuxièmement, des services déconcentrés de l'État non-élus et chargés de garantir le bon fonctionnement des administrations et le respect de la loi.
La configuration actuelle est le résultat d'une évolution historique. Comme dans d'autres pays, elle pourrait encore évoluer.
Le Maroc compte actuellement 1538 communes (256 urbaines, 1282 rurales). Ces communes sont toutes regroupées au sein de préfectures (13) ou de provinces (62).  Les préfectures ou provinces font partie de 12 régions.
La partie IX de la Constitution de 2011 et plusieurs lois organiques encadrent le fonctionnement des collectivités territoriales.

## Organisation générale du Royaume

### Textes juridiques
L'organisation du Maroc et le fonctionnement des collectivités (communes, préfectures, régions) fait l'objet de 6 grands textes :
1. Le titre IX de la Constitution de 2011
2. La loi organique no 113-14 sur les communes
3. La loi organique no 112-14 sur les préfectures et provinces
4. La loi organique no 111-14 sur les régions
5. La loi sur la fiscalité des collectivités territoriales
6. La loi no 54-05 sur la gestion déléguée des services publics

Certains de ces textes juridiques font l'objet de décrets d'application spécifiques.

### Toponymie
La toponymie des zones (leur nom) résulte du choix de l’État marocain à l'occasion des découpages , et ce, « après avoir mené une enquête auprès des élus et notables locaux sur les noms les plus utilisés [localement] ».
La création, la suppression, ou le changement d'un nom est décidé par décret.
Le chef-lieu d'une commune rurale est déterminé par arrêté  du ministre de l'Intérieur.

## Comprendre les collectivités territoriales

### Communes
Le Maroc compte actuellement 1538 communes dont :
- 256 communes urbaines
- 1282 communes rurales

Le fonctionnement des communes fait l'objet d'une loi spécifique. La loi organique no 113-114.
Elle attribue aux communes les responsabilités suivantes :
- Le développement économique et social
- Les finances
- La fiscalité et les biens communaux
- L’urbanisme et l’aménagement du territoire
- Les services publics et les équipements collectifs
- L’hygiène, la salubrité et l’environnement
- Les équipements et les actions socioculturels
- La coopération
- l’association et le partenariat

Le "conseil communal" est aussi appelé "conseil de la commune" ou "conseil municipal".
Il se réunit obligatoirement chaque année au cours des mois de février, mai et octobre. La présence des élus communaux est obligatoire et ceux-ci sont informés de la date 10 jours avant. Lors de ses réunions, le conseil examine les ordres du jour et vote.
Les rencontres ont lieu au siège de la commune.  Toutes les rencontres sont ouvertes au public.
À la tête de chaque commune se trouve le "président du conseil communal" aussi appelé "Président de Commune ou le Maire.
Le Président de la Commune est élu par les membres du conseil communal.
Le Président de la commune :
- Dirige l'administration de la commune[3]
- Est l'ordonnateur des dépenses et recettes[3]
- Établit avec ses collaborateurs l'ordre du jour des sessions du conseil communal[3]
- Doit exécuter le budget approuvé par le conseil municipal [3]
- Doit préparer un plan d'action communal (PAC) sur 5 ans et le présenter au conseil municipal[3]
- Peut porter plainte en justice au nom de la commune[3]
- Peut créer une police administrative (police communale)[3]
- Peut prendre des arrêtés réglementaires qui interdisent, sous peine de sanctions, certains comportement, notamment dans les domaines de l’hygiène, de la salubrité, et de la tranquillité publique[3]
- Peut demander au gouverneur l'usage de la force pour mettre en œuvre les décisions du conseil[3]

#### Arrondissements
Les arrondissements font partie des communes. Ils sont également régis par la loi organique no 113-114 sur les communes.
Seules les 6 plus grandes communes du Maroc (Casablanca, Fès, Marrakech, Rabat, Salé et Tanger) disposent d'arrondissements.
Les arrondissements jouissent d’une autonomie administrative. Chacun des arrondissements est représenté au sein du conseil de la commune par un nombre de membres élus.
Le "conseil d'arrondissement" est composé des élus de l'arrondissement.
Le "conseil d'arrondissement" se réunit obligatoirement trois fois par an, au cours des mois de janvier, juin, et septembre.
Il peut également se réunir à l'initiative du Président de l'arrondissement.
Le "Président d'arrondissement" aussi appelé "Maire d'arrondissement" :
- Dirige l'administration de l'arrondissement[3]
- Doit exécuter les décisions votées par le conseil d'arrondissement[3]
- Administre les biens de l'arrondissement (centre sociaux, bibliothèques, conservatoire musical)[3]
- Peut remonter directement des problèmes aux services de la Commune ou au Maire de la Commune[3]
- Peut proposer et suggérer des idées et solutions de la part des habitants de l'arrondissement[3]
- Peut se voir confier certains pouvoirs par le Maire de la Commune[3]

### Préfectures et provinces
Les préfectures existent en milieu urbain, les provinces en milieu rural.
Le Maroc compte actuellement 13 préfectures et 62 provinces.
Chaque gouverneur dirige une préfecture ou une province.
Le gouverneur doit notamment :
- Superviser le travail des agents d'autorité (pachas, caïds, cheikhs)
- S'assurer du maintien des services publics
- Coordonner l'action locale des services de l’État
- Veiller à ce que les élus des communes respectent les procédures légales obligatoires
- Remonter toutes les informations qu'il juge utiles ou importantes auprès du Wali et du Ministère de l'Intérieur
- Informer les élus et la population des mesures qu'il prend

La loi lui donne le pouvoir, sous certaines conditions, de démettre des élus communaux de leur fonction.

### Régions
Le Maroc compte actuellement 12 régions.

Le fonctionnement des régions est organisé par la loi organique no 111-14 relative aux régions.
Chaque région est composée d'un conseil régional de 75 élus qu'on appelle les conseillers régionaux.
Le conseil régional examine, prépare et vote le budget de la région.
À la tête de chaque région se trouve un Président de Région.  
Le Président de la région doit travailler avec le conseil pour préparer un plan de développement régional qu'il doit ensuite exécuter. 

#### Walis des régions
Chaque régions du Maroc compte un Wali.
Les 12 Walis doivent notamment :
- Superviser les gouverneurs des provinces et préfectures
- Veiller à ce que les élus du conseil régional respectent les procédures légales
- Encourager l'attractivité économique de la région et son développement
- Remonter toutes les informations utiles ou importantes auprès du Ministre de l'Intérieur et des membres du gouvernement

Dans certaines grandes villes (Casablanca, Marrakech), le Wali est proche des Présidents de Communes.

## Fiscalité des collectivités territoriales

### Les impôts locaux
Comment sont financées les collectivités territoriales (Communes, Préfectures, Régions) ? Par la fiscalité locale.
Elle est régie par un texte juridique, la loi no 07.20 sur la fiscalité des collectivités locales .
La fiscalité locale marocaine compte actuellement 17 taxes. Ces impôts sont au bénéfice des communes (11), des préfectures et provinces (3) et des régions (3). On la considère comme relativement complexe.
| Impôts                   | Impôts | Nombre d’impôts |
| Communes                 | Taxe professionnelle (Patente) Taxe d’habitation Taxe de services communaux Taxe sur les terrains urbains non bâtis Taxe sur les opérations de construction Taxe sur les opérations de lotissement Taxe sur les débits de boissons Taxe de séjour aux établissements touristiques et autres formes d'hébergement touristique Taxe sur les eaux minérales et de table Taxe sur le transport public de voyageurs Taxe sur l’extraction des produits de carrières | 11              |
| Préfectures et Provinces | Taxe sur les permis de conduire Taxe sur les véhicules automobiles soumis au contrôle technique Taxe sur la vente des produits forestiers | 3               |
| Régions                  | Taxe sur les permis de chasse Taxe sur les exploitations minières Taxe sur les services portuaires | 3               |

Les instances communales disposent, pour certaines taxes, d‘une liberté relative pour la fixation du tarif dans le cadre d’une fourchette établie par la loi.  Par ailleurs, l'État marocain reverse 30% de la TVA  aux collectivités territoriales.
Depuis la loi organique n° 111.14 du 7 juillet 2015 relative à l'organisation des régions l'Etat leur transfère annuellement une part de 5% de l’Impôt sur les Sociétés (IS), une part de 5% de l’Impôt sur les revenus (IR), une part de 20% de la taxe sur les contrats d'assurance, et une dotation qui a, depuis 2021, atteint les 10 milliards de dirhams.

### Difficultés de mise en œuvre
Beaucoup de collectivités marocaines rencontrent des difficultés pour collecter les impôts locaux.
Selon l’économiste Najib Akesibi, 5 seulement de ces taxes constituent 84% des recettes des collectivités.
En 2017, près de 48% des recettes des collectivités territoriales viennent de la TVA que leur donne l'État. Pour les régions marocaines, ce chiffre atteint les 90%.
Une des principales conclusions des assises nationales de la fiscalité (2012) est qu'il faut réformer la fiscalité locale.

## Histoire

### Maroc post-indépendance
Après l’obtention de son indépendance en 1956, le nouvel État marocain a procédé à la création de deux niveaux de collectivités territoriales (alors dénommées collectivités locales) : 
- en premier lieu les communes ;
- puis les préfectures et provinces (la dénomination dépendant respectivement de leur dominante urbaine ou rurale).

Engagée dès les premières années de l'indépendance, la décentralisation renvoyait à trois niveaux de collectivités territoriales depuis le dahir no 1-59-351 du 1er joumada II 1379 (2 décembre 1959), relatif à la division territoriale du Royaume) : les régions, les préfectures (issues des anciens départements sous le protectorat), et les communes.[pertinence contestée]
L’existence de ces collectivités territoriales fut consacrée pour la première fois par la Constitution de 1962.

### Réforme de 1976 et suivant
En 1976, le Dahir no 1-76-583 relatif à l’organisation communale abroge et remplace le Dahir no 1-59-315. Cet instrument modifie le fonctionnement des communes et en élargit leurs pouvoirs. 
Divers redécoupages ont eu lieu pour tenir compte de l'évolution de la population, et aux préfectures divisant les régions se sont ajoutées les provinces. La loi no 47-96 de 1997 relative à l'organisation de la région a réduit son rôle au seul plan administratif pour transférer les compétences des 16 régions (devenues régions économiques) aux wilayas traditionnelles acquérant le statut de collectivité territoriale en lieu et place de la région.
Le Dahir no 1-02-269 du 3 octobre 2002 stipule que le gouverneur de la préfecture ou de la province, c’est-à-dire le représentant du pouvoir central au niveau des préfectures et provinces, exécute les délibérations des conseils préfectoraux/provinciaux. 
Le Dahir no 2-03-529 du 10 septembre 2003 a encore modifié le schéma en y ajoutant les préfectures d'arrondissements, à Casablanca.
Le Dahir no 2-09-319 du 11 juin 2009 déclare : « Le Royaume est divisé en dix-sept (17) wilayas groupant soixante-deux (62) provinces, treize (13) préfectures et huit (8) préfectures d’arrondissements, ainsi qu’en communes urbaines et rurales. »

### Cadre de la déconcentration
Dans le cadre de la déconcentration, menée parallèlement à la décentralisation et mise en œuvre par l'Administration, le Dahir no 1-08-67 du 31 juillet 2008 reconnaît plusieurs échelons administratifs avec, à la tête de chacun, des agents d'autorité dépendant du ministère de l'Intérieur.
1. le wali, haut fonctionnaire aux wilayas, qui correspondent aux régions.
2. le gouverneur, haut fonctionnaire aux préfectures ou provinces.
3. le pacha (haut fonctionnaire à la tête des pachaliks) ou le chef de cercle (haut fonctionnaire à la tête des cercles). Les pachaliks correspondent aux municipalités et les cercles constituent un échelon intermédiaire entre la préfecture ou province et le caïdat en milieu rural.
4. le caïd, haut fonctionnaire à la tête des caïdats, qui regroupent une ou plusieurs communes rurales.

Dahir no 2-09-320, publiée le 11 juin 2009, précise le découpage d'une série de préfectures et provinces en municipalités, cercles, caïdats et communes. Le Dahir no 2-13-126 du 11 avril 2013 a modifié la liste, et encore le Dahir no 2-14-427 du 8 août 2014.

## Listes de subdivisions
1. Région de Tanger-Tétouan-Al Hoceïma
  - Préfecture de Tanger-Assilah
  - Préfecture de M'diq-Fnideq
  - Province de Tétouan
  - Province de Fahs-Anjra
  - Province de Larache
  - Province d'Al Hoceïma
  - Province de Chefchaouen
  - Province d'Ouezzane
2. Région de l'Oriental
  - Préfecture d'Oujda-Angad
  - Province de Nador
  - Province de Driouch
  - Province de Jerada
  - Province de Berkane
  - Province de Taourirt
  - Province de Guercif
  - Province de Figuig
3. Région de Fès-Meknès
  - Préfecture de Fès
  - Préfecture de Meknès
  - Province d’El Hajeb
  - Province d’Ifrane
  - Province de Moulay Yaâcoub
  - Province de Séfrou
  - Province de Boulemane
  - Province de Taounate
  - Province de Taza
4. Région de Rabat-Salé-Kénitra
  - Préfecture de Rabat
  - Préfecture de Salé
  - Préfecture de Skhirate-Témara
  - Province de Kénitra
  - Province de Khémisset
  - Province de Sidi Kacem
  - Province de Sidi Slimane
5. Région de Béni Mellal-Khénifra
  - Province de Béni-Mellal
  - Province d'Azilal
  - Province de Fquih Ben Salah
  - Province de Khénifra
  - Province de Khouribga
6. Région de Casablanca-Settat
  - Préfecture de Casablanca
  - Préfecture de Mohammédia
  - Province d'El Jadida
  - Province de Nouaceur
  - Province de Médiouna
  - Province de Benslimane
  - Province de Berrechid
  - Province de Settat
  - Province de Sidi Bennour
7. Région de Marrakech-Safi
  - Préfecture de Marrakech
  - Province de Chichaoua
  - Province d'Al Haouz
  - Province d'El Kelaâ des Sraghna
  - Province d'Essaouira
  - Province de Rehamna
  - Province de Safi
  - Province de Youssoufia
8. Région de Drâa-Tafilalet
  - Province d'Errachidia
  - Province de Ouarzazate
  - Province de Midelt
  - Province de Tinghir
  - Province de Zagora
9. Région de Souss-Massa
  - Préfecture d'Agadir Ida-Outanane
  - Préfecture d'Inezgane-Aït Melloul
  - Province de Chtouka-Aït Baha
  - Province de Taroudant
  - Province de Tiznit
  - Province de Tata
10. Région de Guelmim-Oued Noun
  - Province de Guelmim
  - Province d'Assa-Zag
  - Province de Tan-Tan
  - Province de Sidi Ifni
11. Région de Laâyoune-Sakia El Hamra
  - Province de Laâyoune
  - Province de Boujdour
  - Province de Tarfaya
  - Province d'Es-Semara
12. Région de Dakhla-Oued Ed Dahab
  - Province d'Oued Ed Dahab
  - Province d'Aousserd

#### Sites officiels marocains
- Portail des collectivités territoriales - Ministère de l'Intérieur
- « Portail national des collectivités territoriales », Ministère de l'intérieur Portail à jour et très complet.
- « Données sur les Collectivités Territoriales » Données exhaustives sur les régions, préfectures, communes urbaines et rurales : population, téléphones, président, sites web, etc.
- « Nouveaux textes juridiques et réglementaires régissant les collectivités territoriales »
- « Titre IX : Des régions et des collectivités territoriales », dans [[Constitution marocaine du 1er juillet 2011|Constitution du Royaume du Maroc]], 1er juillet 2011 (lire en ligne)
- « Loi portant charte communale », secrétariat général du gouvernement marocain
- « Le Maroc en cartes selon les collectivités territoriales et le dernier recensement de 2004 », sur hcp.ma, Haut-Commissariat au plan du Maroc (consulté le 21 février 2013)
- « Rapport sur la régionalisation avancée », sur regionalisationavancee.ma, Commission consultative de la régionalisation, 2011 (consulté le 19 mai 2013)
- Cartes de la « densité de la population communale marocaine » et du « niveau d'accessibilité aux communes rurales » en 2004 sur www.rdh50.ma

#### Rapports externes
- L'Expérience Communale au Maroc - Rapport de la fondation Heinrich Böll
- Guide pour comprendre la fiscalité locale marocaine - Direction Générale des Impôts
- Rapport sur le fonctionnement de la Commune de Casablanca - Banque Mondiale
- La gouvernance territoriale : Levier de développement - Conseil Economique et Social
- Étude sur les recettes et les dépenses des collectivités marocaines - Espace Associatif